# Gravitacijski crveni pomak
Gravitacijski crveni pomak ili Einsteinov pomak je pojam iz astrofizike pojava prividnog smanjenja frekvencije elektromagnetskog zračenja koje odašilje izvor u gravitacijskom polju, promatrano s položaja u slabijem gravitacijskom polju.
Ovo je relativistički učinak promatran u elektromagnetskom zračenju pomicanjem iz gravitacijskih polja. Smanjenje valne duljine naziva se plavim pomakom, a općenito ga se vidi kad se objekt koji odašilje zračenje pomiče prema promatraču ili kad se elektromagnetsko zračenje pomiče prema gravitacijskom polju. Crveni pomak je uobičajeniji izraz, pa se često umjesto pojma plavi pomak koristi naziv negativni crveni pomak.
Izravna je posljedica gravitacijske vremenske dilatacije. Kako se objekt pomiče od izvora gravitacijskog polja, stopa po kojoj vrijeme prolazi raste u odnosi na slučaj kad je objekt blizu izvora. Budući da je frekvencija obrnuto proporcionalna vremenu, vremenu potrebnom za dovršenje jedne valne oscilacije, frekvencija elektromagnetskog zračenja je smanjena u području višeg gravitacijskog potencijala (primjerice, ekvivalentno, nižeg gravitacijskog polja).